# حمرا (عمان)
 شهرستان حمراء (به عربی:  ولایة الحمراء ) یکی از شهرستانهای استان داخلیه در کشور پادشاهی عمان است.

## جمعیت
جمعیت آن  در حدود ۱۴۳۹۰  هزار نفر می‌باشد.

## جاهای دیدنی شهرستان حمراء
- ۱- مسفاة العبریین
- ۲- الحارة القدیمة:
- ۳- حصاة بن صلت:
- ۴ ـ  کوه شمس:
- ۵- کهف الهوتة:
- ۶- برکة الشرف:
- ۷- قریة بنی صبح: